# Prix Lumière/Ehrenpreis
Der Prix Lumière in der Kategorie Ehrenpreis (Lumière d'honneur) wurde erstmals 1996 verliehen und bis 2011 unregelmäßig vergeben. Die französische Auslandspresse vergibt seitdem alljährlich ihre Auszeichnungen für die besten Filmproduktionen und Filmschaffenden rückwirkend für das vergangene Kinojahr. 
| Jahr       | Preisträger/-in             | Tätigkeit                                                            | Nationalität                      |
| 1996       | Catherine Deneuve           | Schauspielerin                                                       | Frankreich                        |
| 1996       | Charlotte Rampling          | Schauspielerin                                                       | Vereinigtes Königreich            |
| 1997– 2007 | Preis nicht vergeben        | Preis nicht vergeben                                                 | Preis nicht vergeben              |
| 2008       | Jean-Pierre Marielle        | Schauspieler                                                         | Frankreich                        |
| 2009– 2010 | Preis nicht vergeben        | Preis nicht vergeben                                                 | Preis nicht vergeben              |
| 2011       | Roman Polanski              | Filmregisseur, -produzent, Drehbuchautor, Schauspieler               | Polen/Frankreich                  |
| 2012       | Francis Veber               | Drehbuchautor, Filmregisseur                                         | Frankreich                        |
| 2013       | Claudia Cardinale           | Schauspielerin                                                       | Italien                           |
| 2014       | Preis nicht vergeben        | Preis nicht vergeben                                                 | Preis nicht vergeben              |
| 2015       | Jean-Pierre Mocky           | Filmregisseur, Schauspieler                                          | Frankreich                        |
| 2016       | Isabelle Huppert            | Schauspielerin                                                       | Frankreich                        |
| 2017       | Marion Cotillard            | Schauspielerin                                                       | Frankreich                        |
| 2017       | Thierry Frémaux             | Künstlerischer Leiter des Filmfestivals von Cannes                   | Frankreich                        |
| 2018       | Jean-Paul Belmondo          | Schauspieler                                                         | Frankreich                        |
| 2018       | Monica Bellucci             | Schauspielerin                                                       | Italien                           |
| 2018       | Claude Lelouch, Anouk Aimée | Regisseur und Schauspielerin des Films Ein Mann und eine Frau (1966) | Frankreich                        |
| 2018       | Jane Birkin                 | Schauspielerin                                                       | Vereinigtes Königreich/Frankreich |
| 2019       | Roberto Benigni             | Regisseur und Schauspieler                                           | Italien                           |
| 2019       | Costa-Gavras                | Filmregisseur, Drehbuchautor, Filmproduzent                          | Griechenland/Frankreich           |
| 2021– 2025 | Preis nicht vergeben        | Preis nicht vergeben                                                 | Preis nicht vergeben              |